# Condado de Bond
O Condado de Bond é um dos 102 condados do estado americano de Illinois. A sede do condado é Greenville, e sua maior cidade é Greenville. O condado possui uma área de 991 km² (dos quais 6 km² estão cobertos por água), uma população de 17 633 habitantes, e uma densidade populacional de 18 hab/km² (segundo o censo nacional de 2000). O condado foi fundado em 4 de janeiro de 1817.